# Journal of Food Composition and Analysis
Journal of Food Composition and Analysis (abrégé en J. Food Compos. Anal.) est une revue scientifique à comité de lecture. Ce journal publie des articles de recherches originales dans le domaine la composition et l'analyse de la nourriture.
D'après le Journal Citation Reports, le facteur d'impact de ce journal était de 1,985 en 2014. Actuellement, le directeur de publication est B. Burlingame.